# Meczet króla Abdullaha I

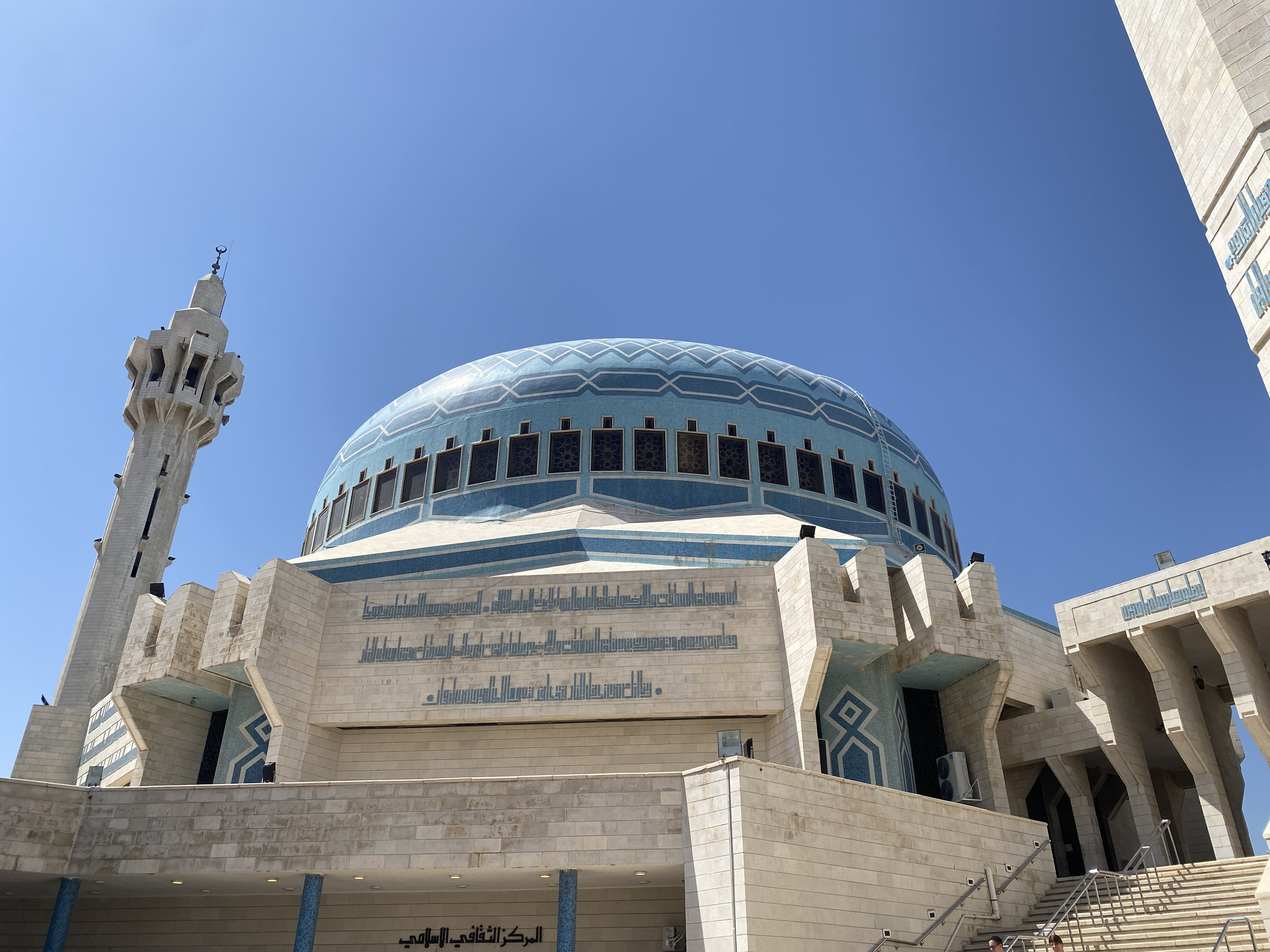
Widok meczetu z zewnątrz

Meczet króla Abdullaha I (arab. مسجد الملك عبد الله الأول) – świątynia muzułmańska położona w centrum stolicy Jordanii, Ammanie. Wybudowana ku pamięci króla Abd Allaha I ibn Husajna.

## Położenie
Meczet mieści się w dzielnicy Al-Abdali, przy ulicy Sulaimana an-Nabulsi. Został zbudowany na powierzchni 12000 m². W późniejszym czasie rozszerzono powierzchnię obiektu do 18000 m².

## Historia
Projektantem budowli był holenderski architekt – Jan Čejka. Prace nad meczetem rozpoczęto w 1982 r., natomiast zakończono w roku 1989. Proces powstawania obiektu można podzielić na dwa etapy.

### Etap I

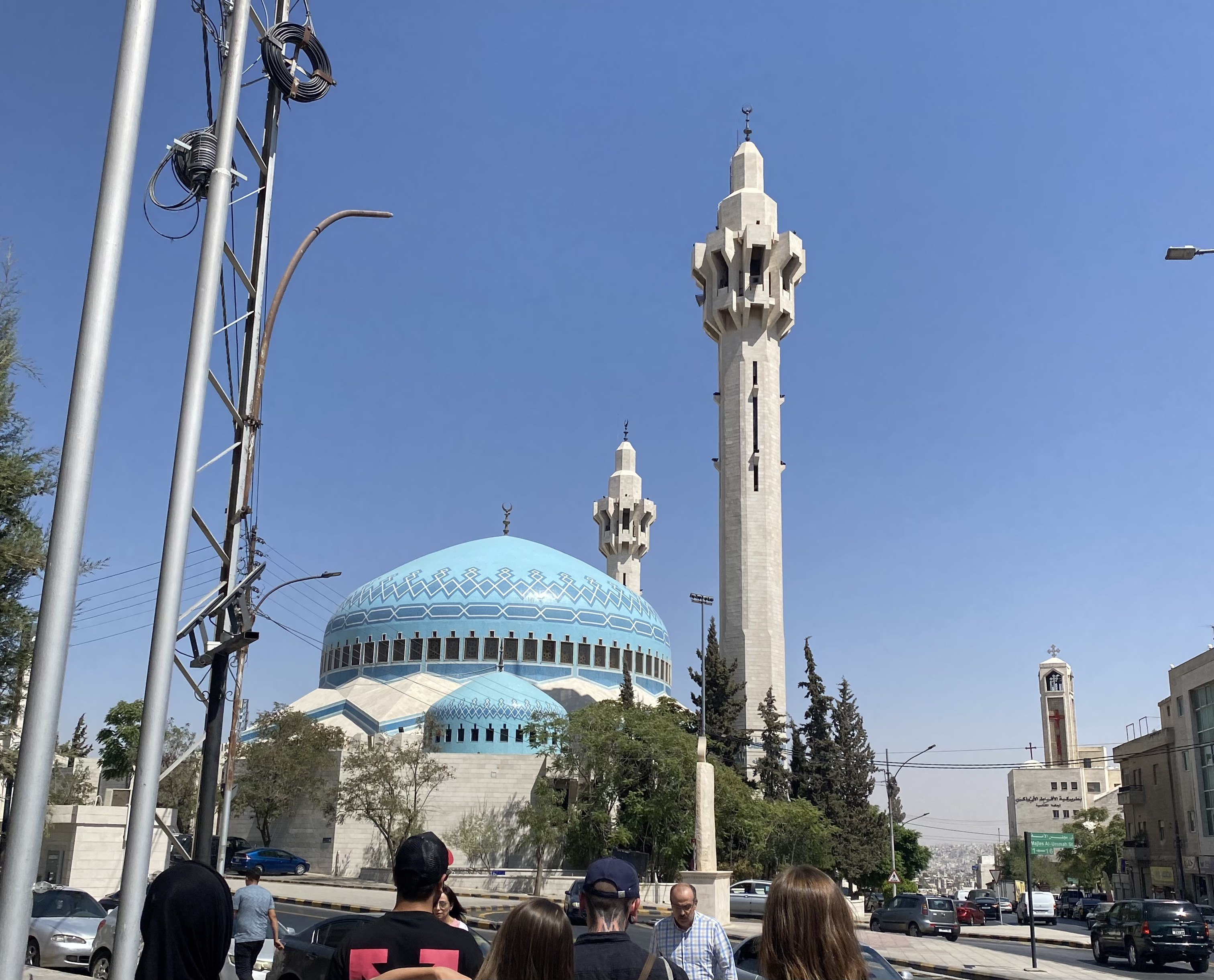
Kopuła oraz minaret meczetu króla Abdullaha I

Etap pierwszy trwał od 5 czerwca 1982 roku do 4 stycznia 1986 roku. 
W tym czasie skonstruowany został szkielet obiektu. Powstało większość podstawowych elementów meczetu i pomieszczeń użytkowych. Ukończono wstępne prace nad nawą, kopułą, biblioteką, pomieszczeniami królewskimi, pierwszym minaretem, zakwaterowaniami Imama oraz Muezzina, a także główną salą konferencyjną, dwoma małymi salami konferencyjnymi, salonami przyjęć, pomieszczeniami administracyjnymi, salą modlitw dla kobiet, galerią, parkingiem i wszelkimi przybudówkami.
Z okazji zrealizowania tego etapu odbyła się oficjalna uroczystość wmurowania kamienia węgielnego, w której wziął udział król Al-Hussein Bin Talal. 

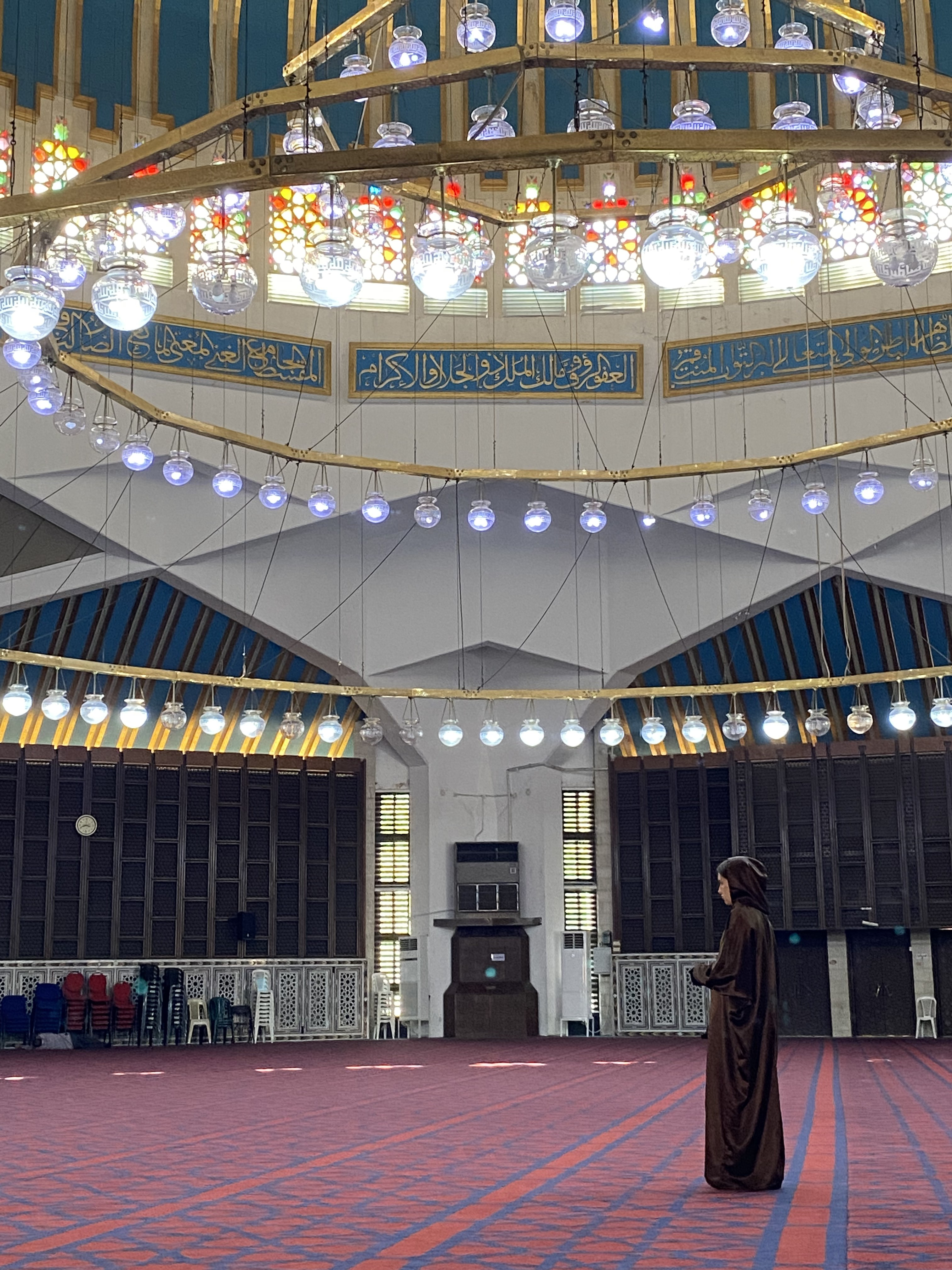
Wnętrze meczetu

Koszt ukończenia tego etapu wyniósł 3 683 000 JD.

### Etap II
Etap drugi trwał od 1 lutego 1988 roku do 5 kwietnia 1989 roku. 
Podczas prac nad tym etapem zadbano o wszelkie sprawy techniczne konieczne do funkcjonowania całego obiektu. Pracowano także nad aspektami estetycznymi: malunkami i projektami, które zostały uważnie przestudiowane, a następnie zrealizowane pod okiem licznych wyspecjalizowanych komitetów. W celu wyciszenia echa, ściany i kopuła zostały wyłożone od wewnątrz drewnem. Ukończono prace and głównym żyrandolem, oświetleniem wewnętrznym oraz żyrandolami we wszystkich częściach obiektu. Pracowano nad drewnianymi wykuszami i minbarem. Stworzono ozdobne sufity w typowo arabsko-muzułmańskim stylu. Wybudowano również kolejny minaret. Zainstalowano sieć telewizyjną i kamery w środku budynku, które zostały połączone z wysoko rozwiniętym sprzętem elektronicznym do zdalnego sterowania. 
Po zakończeniu tego etapu odbyła się oficjalna inauguracja przez króla Al-Husseina Bin Talala.
Koszt tego etapu wyniósł 2.5 miliona JD. 

## Wnętrze

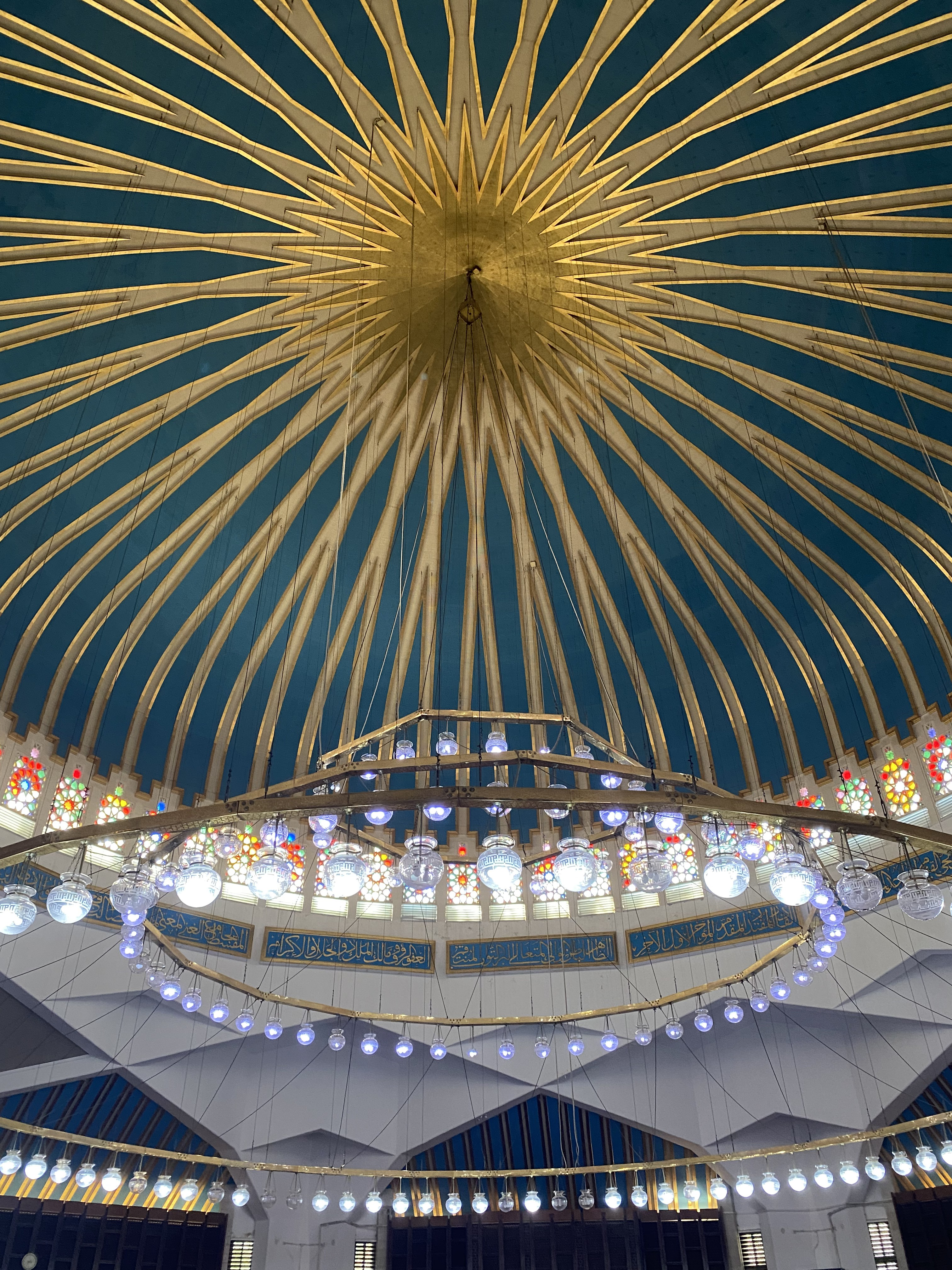
Żyrandol oraz sklepienie meczetu

### Nawa meczetu
Powierzchnia tego pomieszczenia wynosi 1615 m² i może pomieścić 3000 osób. Zbudowana została na planie ośmiokąta. Sklepienie przykryto kopułą o średnicy 35 metrów i wysokości 31 metrów. Kopuła oparta jest na krzyżujących się konstrukcjach tworzących w środku ośmioramienną gwiazdę. 
Arabskie inskrypcje zdobiące wnętrze meczetu skupiają się głównie na wersie koranicznym ,,Bóg jest Światłem nieba i ziemi” z sury ,,Światło".
Podłoże wewnątrz pomieszczenia zostało przykryte czerwonym dywanem ozdobionym wzorami, które kierują modlących się w stronę Mekki. 
Głównym źródłem światła w nawie jest zwisający z kopuły żyrandol. Składa się on z trzech pierścieni: średnica pierwszego (największego) wynosi 21 metrów, drugiego – 13 metrów, a trzeciego – 7 metrów. Każdy z nich jest ozdobiony wersetem z Koranu (,,Bóg jest Światłem nieba i ziemi”). Cały żyrandol składa się ze stu sześćdziesięciu ośmiu latarni. Na każdej z nich widnieje jedno z dziewięćdziesięciu dziewięciu imion Boga (المجيد - Pan wszelkiej chwały). 
Boazeria w nawie służy izolacji dźwięku.

### Galeria
Jest to otwarty krużganek o powierzchni 2045 m², z czego 1000 m² tego terenu jest zadaszone. Jest w stanie pomieścić 6000 osób. Na zewnętrznych ścianach dziedzińca wygrawerowano wersy koraniczne, m.in. z sury ,,Miłosierny''. Podłoże pokryto marmurowymi płytami, które tworzą linie kierujące wiernych w stronę Mekki.

### Inne pomieszczenia
Do obiektu należy również sala modlitwy dla kobiet o powierzchni 300 m², mieszcząca 500 osób; ozdobione arabskimi inskrypcjami pomieszczenia królewskie o powierzchni 250 m²; wyposażona w system tłumaczenia symultanicznego główna sala konferencyjna mieszcząca 400-500 osób; a także biblioteka o powierzchni 400m2, biura administracji o powierzchni 200m2, salon przyjęć o powierzchni 180 m², dom nauki o Koranie o powierzchni 80 m² oraz kawiarnia o powierzchni 100 m².

## Turystyka

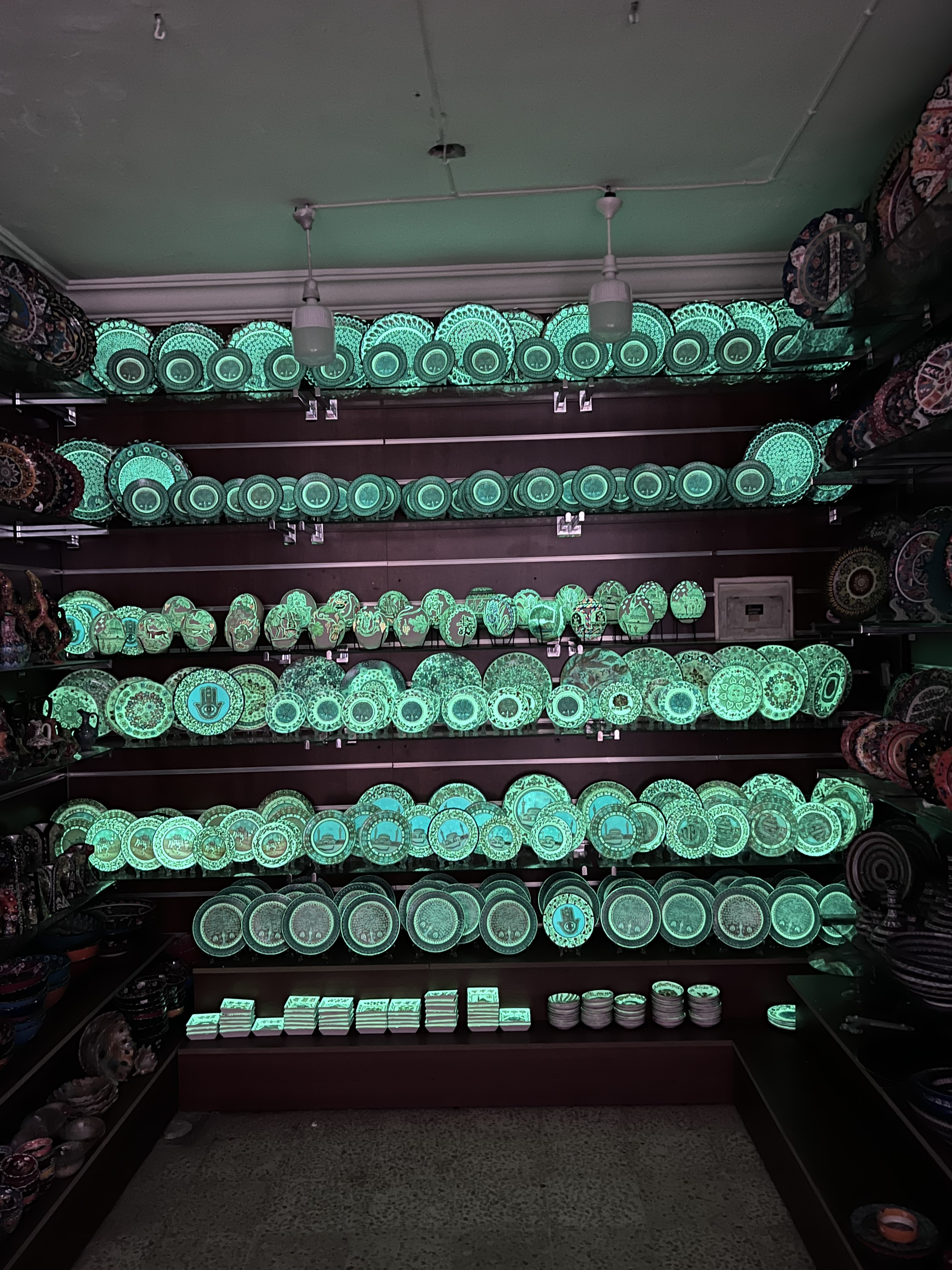
Talerze fluorescencyjne dostępne w sklepie

Meczet jest otwarty dla turystów. Można go zwiedzać od soboty do czwartku. Wymagany stosowny ubiór oraz zdjęcie obuwia przed wejściem do nawy. Opłata za wejście wynosi 2 dinary.

### Muzeum
Zajmuje powierzchnię 150 m². Składa się z dwóch części. Pierwsza poświęcona jest królowi Abdullahowi Bin Al-Husseinowi. Znajdują się tam jego własności osobiste i zdjęcia. W drugiej części można zobaczyć m.in. antyki, monety, kamienne ryciny.

### Sklep
W znajdującym się przy meczecie sklepie można zakupić m.in. książki, talerze, miski, zegary.